# Classe Dosan Ahn Changho
A Classe Dosan Ahn Changho (nome oficial), também conhecida como KSS-III (Korean Submarine-III; Submarino Coreano-III; em coreano: 한국 잠수함-III), é uma linha de submarinos, de próxima geração, diesel elétricos, de ataque e mísseis balísticos desenvolvidos e construídos para fortalecer as capacidades navais da Marinha Sul Coreana.
A classe KSS-III consiste em nove submarinos divididos em três lotes de entrega. Os dois primeiros do 1º lote foram construídos pelos Estaleiros Daewo e Engenharia Naval (atual Hanwha Ocean) e a terceira coube à Hyundai Heavy Industries. Os submarinos do 2º lote são ligeiramente maiores, possuem melhores sistemas de combate e sonar, e capacidades furtivas aprimoradas para operações submersas. O 3º lote irá incorporar tecnologias mais avançadas.

## Descrição

### 2º lote, KSS-III
Os submarinos deste lote são maiores, mais avançados e silenciosos se em comparação com os do 1º lote.
Possuem um deslocamento de 3 600 toneladas em superfície e 4 000 toneladas em imersão, um comprimento de 89,4 metros, uma boca de 9,7 metros e um calado de 7,6 metros.
Os armamentos são semelhantes, também possuem seis tubos de torpedos de 533 mm para lançar os K761 Tiger Shark e os mísseis antinavio versão submarina SSM-700K C-Star sul coreanos, a diferença está no sistema de lançamento vertical pois o 2º lote opera dez células de lançamento em vez de seis como no lote anterior.
As únicas diferenças nos sistemas de propulsão é o motor a diesel Rolls-Royce MTU 12V 4000 U83 e as baterias de íon-lítio em vez das chumbo-ácido.

## Exportação

### Polónia
No decorrer da MSPO 2023 em Kielce, Polónia, a Hanwha Ocean, parte da Hanwha Group, apresentou um modelo do 2º lote do KSS-III como proposta para o programa Orka, do qual visa a escolher o futuro submarino para a Marinha da Polónia.
Mesmo assim, a empresa iniciou, em março do mesmo ano, a construção da primeira embarcação para demonstrar o seu interesse em participar no programa Orka, uma vez que a Hanwha Aerospace já havia segurado contratos de bilhões de zlotis polacos (PLN) para o fornecimento de artilharias autopropulsadas K9 Thunder e de foguetes K239 Chunmoo.
Ainda não é certo se a Polónia irá ou não adotar o submarino sul coreano, já falando que a quantidade de submarinos para o programa Orka ainda não foi revelada.

## Submarinos da classe
| Nº de amura | Nome                   | Construtor                                               | Lançado                | Comissionado        | Estado                                         |
| 1º lote     | 1º lote                | 1º lote                                                  | 1º lote                | 1º lote             | 1º lote                                        |
| ----------- | ---------------------- | -------------------------------------------------------- | ---------------------- | ------------------- | ---------------------------------------------- |
| SS-083      | ROKS Dosan Ahn Changho | Estaleiros Daewo & Engenharia Naval (agora Hanwha Ocean) | setembro de 2018       | agosto de 2021      | Ativo                                          |
| SS-085      | ROKS Ahn Mu            | Estaleiros Daewo & Engenharia Naval (agora Hanwha Ocean) | 10 de novembro de 2020 | 20 de abril de 2023 | Ativo                                          |
| SS-086      | ROKS Shin Chae-ho      | Hyundai Heavy Industries                                 | setembro de 2021       | N/D                 | Entregue em 04/04/2024, ainda não comissionado |
| 2º lote     |                        |                                                          |                        |                     |                                                |
| -           | -                      | Hanwha Ocean                                             | -                      | -                   | -                                              |
| -           | -                      | Hanwha Ocean                                             | -                      | -                   | -                                              |
| -           | -                      | Hanwha Ocean                                             | -                      | -                   | -                                              |